# 竹腳婦幼醫院
竹腳婦幼醫院（英語：KK Women's and Children's Hospital），簡稱KKH，是新加坡最大的公立婦女和兒童專科醫院，地址位於武吉知馬路100號。
竹腳婦幼醫院於1858年成立，起初是一間小型綜合醫院，1924年成為一間有30張婦產科病床的醫院，至今醫院已設有830張病床，並提供婦科、產科、新生兒科及小兒科服務。
當地人通稱醫院為「KK」，是不少新加坡人的出生地，早至1938年新加坡已經有超過一半的嬰兒在此醫院出生。
1960年代新加坡嬰兒潮達到高峰期，1966年，超過85%的新生兒在此醫院出生，共39,835新生兒，因此被列入吉尼斯世界紀錄，該紀錄持續10年。

## 外部連結

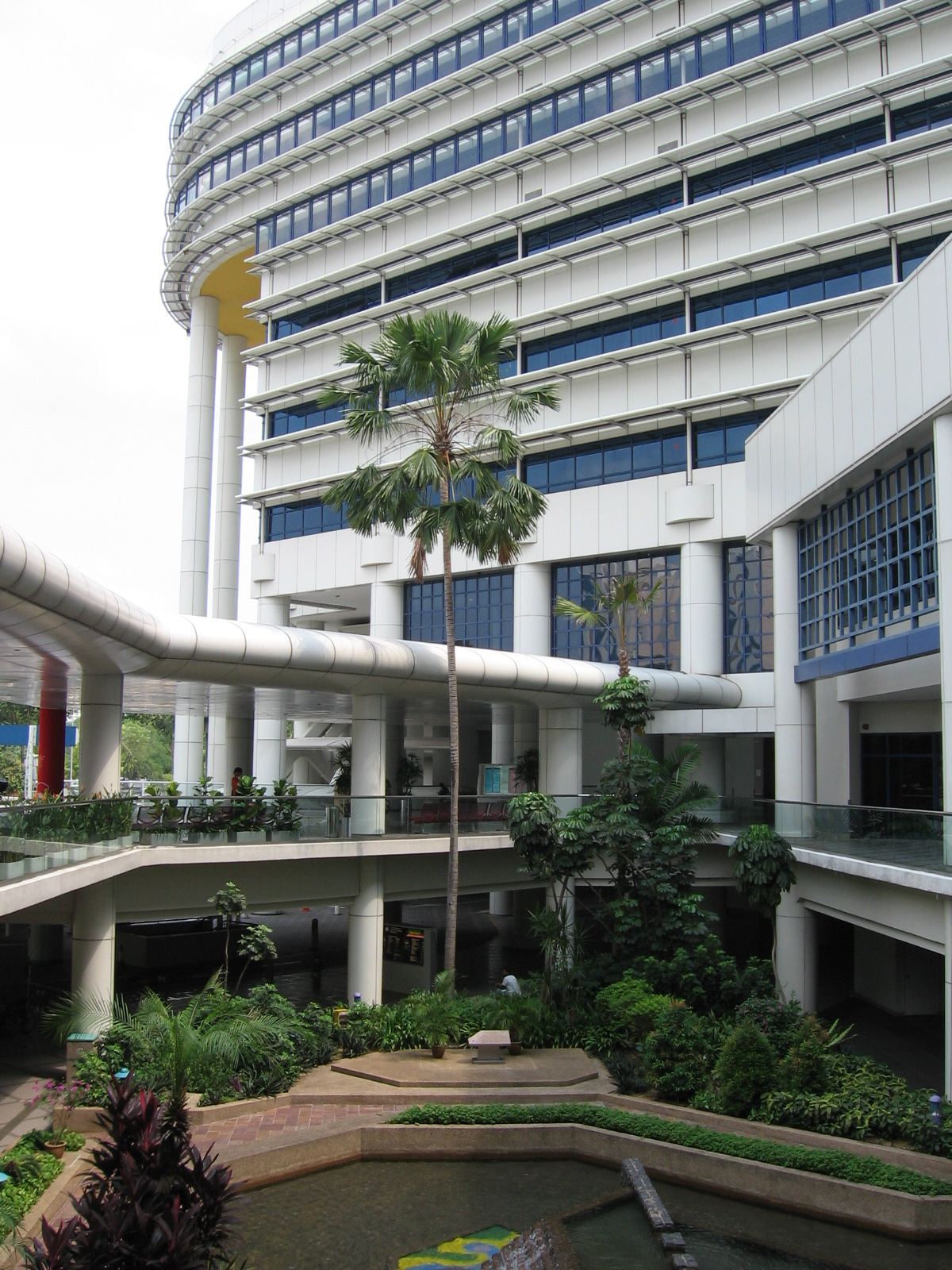
竹腳婦幼醫院的另一角度

- KK Women's and Children's Hospital （页面存档备份，存于）
- 3D KK Women's and Children's Hospital Guide （页面存档备份，存于）